# Горицы (городской округ Щёлково)
Горицы — упразднённая деревня, располагавшаяся на территории городского округа Щёлково Московской области России.

## География
Урочище находится в северо-восточной части области, в зоне хвойно-широколиственных лесов, на левом берегу реки Мележи, при автодороге 46Н-13050, на расстоянии примерно 39 километров (по прямой) к северо-востоку от города Щёлково, административного центра округа.

### Климат
Климат характеризуется как умеренно континентальный, с умеренно холодной зимой и тёплым летом. Среднегодовая температура воздуха — +2,7 °C. Средняя температура воздуха самого холодного месяца (января) — −11,3 °C (абсолютный минимум — −48 °C), средняя температура самого тёплого (июля) — +17 °С (абсолютный максимум — +36 °C). Годовое количество атмосферных осадков — 630 мм, из которых около 70 % выпадает в период с апреля по октябрь.

## История
В «Списке населенных мест Владимирской губернии по сведениям 1859 года» населённый пункт упомянут как владельческое сельцо Александровского уезда, расположенное при реке Мележе, в 29 верстах от уездного города. В сельце насчитывалось 6 дворов и проживало 43 человека (18 мужчин и 25 женщин).
По состоянию на 1905 год, в Горицах имелось 8 дворов и проживало 55 человек. В административном отношении сельцо входило в состав Ботовской волости.
По данным 1926 года в деревне имелось 11 хозяйств и проживал 61 человек (30 мужчин и 31 женщина). Являлась частью Бобровского сельсовета Аксёновской волости Богородского уезда Московской губернии.